# 社交網路服務

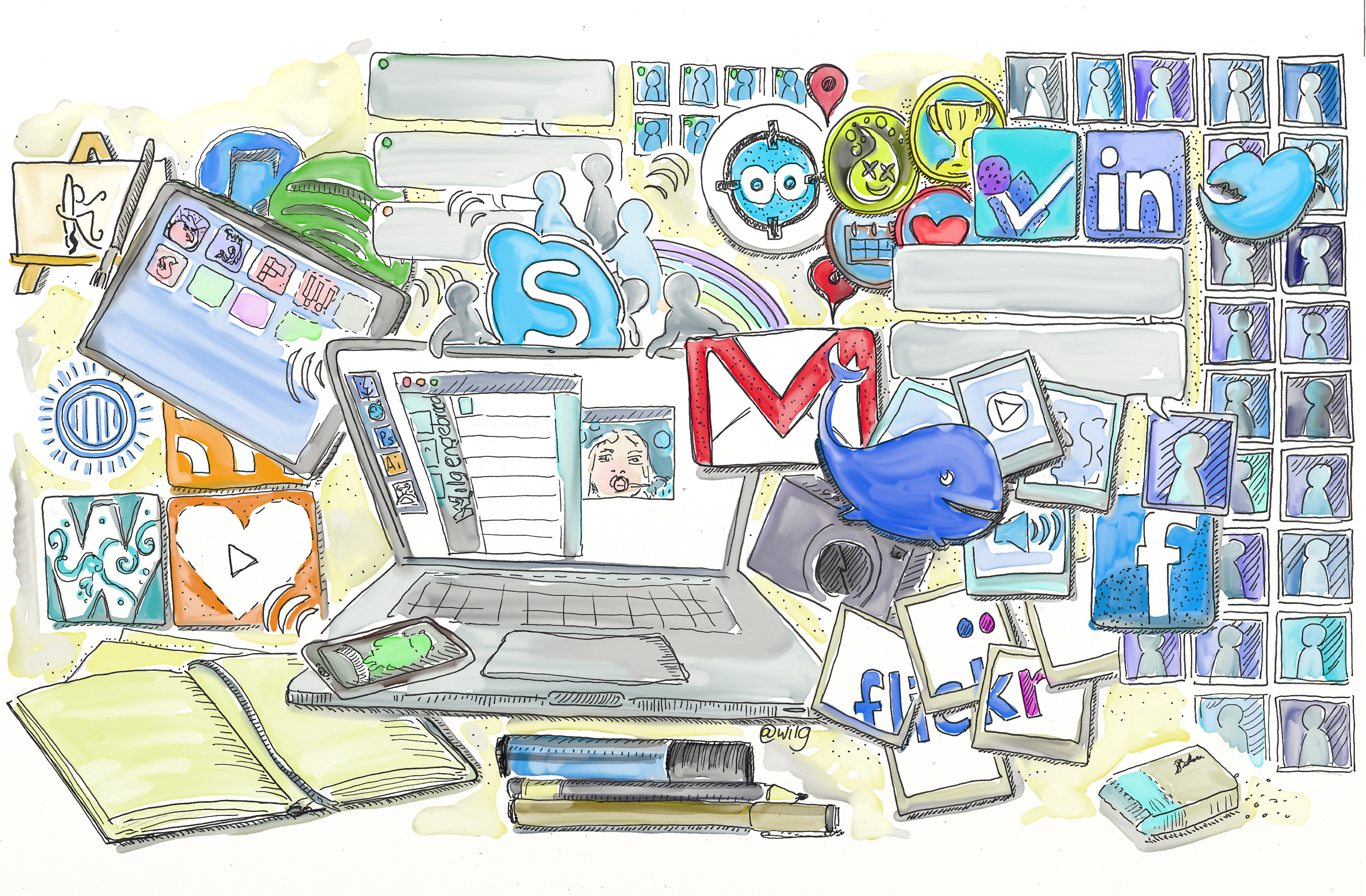
社交網路軟體的崛起

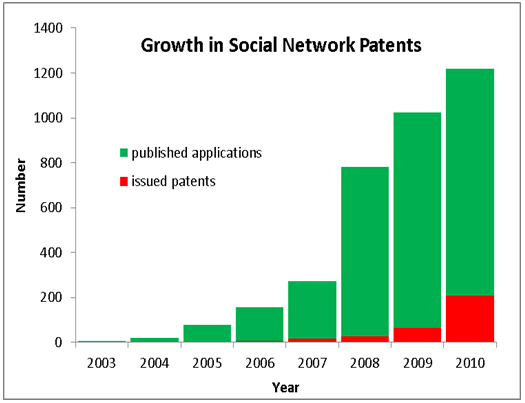
依附於社交網路的應用軟體成長趨勢（此為根據美國專利及商標局統計的應用軟體專利）

約2019年間各国家及地区最流行的社交媒体
Facebook
VKontakte
QQ空间
Odnoklassniki
Instagram
沒有數據

社交网络服务（英語：social networking service，SNS）或社交网络站点（英語：social networking site）是一种在线社交媒体平台，人们可以通过它来建立与其他人分享类似个人或职业内容、兴趣、活动、背景或现实生活联系的社交网络或社交关系。大多数社交网络都提供多种让用户互动和交流的方式，如聊天、发邮件、影音、檔案分享、網誌、新闻组等。
社交网络服务在格式和功能数量上各不相同。它们可以结合一系列新的信息和通信工具，在台式机和笔记本电脑上运行，在移动设备如平板电脑和智能手机上运行。这可能包括在线数字照片/视频/共享和日记条目（博客）。开发人员和用户有时会将网络社区服务视为社交网络服务，尽管在更广泛的意义上，社交网络服务通常提供以个人为中心的服务，而在线社区服务则以团体为中心。通常定义为“促进创建联系网络以在线交换各种类型内容的网站”，社交网络站点提供了一个空间，使互动能够继续超越面对面的互动。这些计算机介导的互动将各种网络的成员联系在一起，并可能有助于创建、维持和发展新的社会和专业关系。
社交网络站点允许用户分享想法、数字照片和视频、帖子，并向其社交网络中的其他人通报在线或现实世界活动和事件。虽然面对面的社交网络，如聚集在村庄市场上谈论事件，自城镇最早发展以来就存在。但网络使人们能够与居住在全球不同地点的其他人联系（取决于是否有互联网连接）。根据平台的不同，成员可能能够联系任何其他成员。在其他情况下，成员可以联系他们有联系的任何人，随后任何该联系人有联系的人，依此类推。社交网络服务的成功可以从它们在当今社会的主导地位中看出，Twitter是一个社交网络平台，被称为“世界市政厅”，提供实时活动，如联系任何人（包括朋友），以“tweets”的形式分享他们的照片、视频和文本。Facebook在2017年拥有巨大的21.3亿活跃月用户和平均14亿每日活跃用户。LinkedIn是一种面向职业生涯的社交网络服务，通常要求成员在现实生活中亲自认识另一名成员才能在线联系他们。有些服务要求成员拥有预先存在的联系才能联系其他成员。随着COVID-19，Zoom这个视频会议平台占据了重要地位，连接了世界各地的人，并促进了许多在线环境，如学校、大学、工作和政府会议。
社交网络服务的主要类型包括类别地点（如年龄、职业或宗教）、与朋友联系的方式（通常带有自我描述页面）和与信任相关的推荐系统。社交网络服务可以分为四类：
- 社交化社交网络服务，主要用于与现有朋友或用户（例如Facebook、Instagram、Twitter）进行社交。
- 在线社交网络，是分散和分布式计算机网络，用户通过互联网服务相互通信。
- 网络社交网络服务，主要用于非社交人际沟通（例如LinkedIn，面向职业和就业的站点）。
- 社交导航（英语：Social navigation）社交网络服务，主要用于帮助用户查找特定信息或资源（例如Goodreads用于书籍、Reddit）。

已经有尝试对这些服务进行标准化，以避免重复输入朋友和兴趣（参见FOAF标准）。一项研究显示，印度在2013年录得全球最大的社交媒体用户增长。2013年的一项调查发现，73%的美国成年人使用社交网络站点。
在早期的互联网上，有許多提供用戶間互動交談的服務，例如：BBS，新闻组等。早期社交网络的服务网站呈现为在线社区的形式。用户多通过聊天室进行交流。

## 基本功能
- 紀錄個人資料
- 私訊功能
- 用戶相互連結的功能
- 用戶檢索的功能
- 日記（網誌）的功能

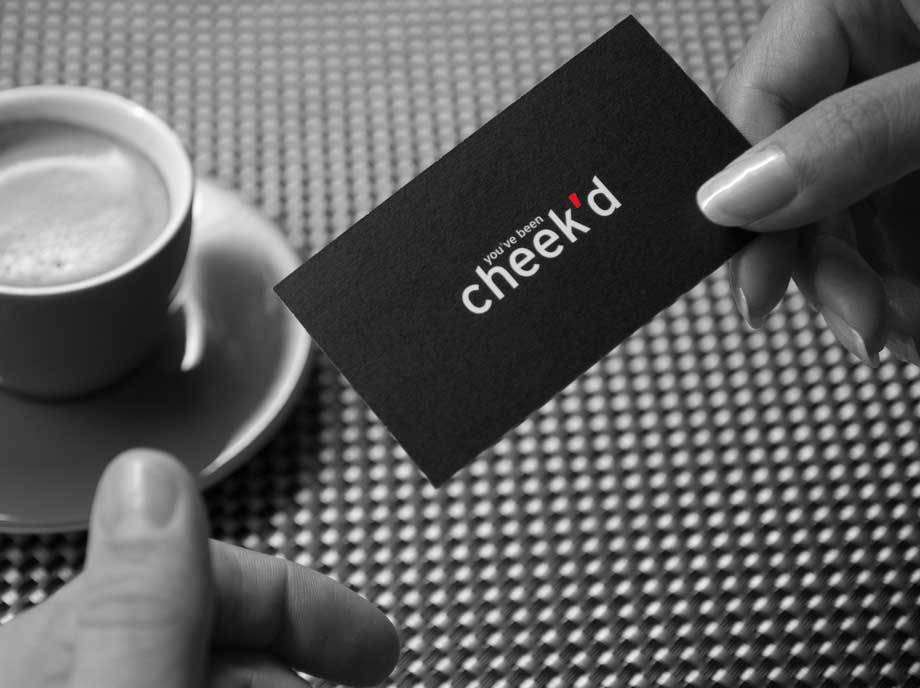
戀愛網站的認證實體卡，在現實交友中使用

- 社區的功能（包括公開的社區(open group)、不公開的社區(not open group)、秘密社區(closed group)等。）

## 進階功能
- 提供地點打卡的功能。
- 可以針對某一議題設立可討論的專頁，惟其權限只限於開設版面的創版人與其所允許的管理員。

## 商業模式
社交网络服務的商業模式，大體上可以區分為「廣告收入模式」、「向使用者收費的模式」、「第三方網站誘導模式」、「遊戲模式」。

### 廣告收入模式
這是透過互聯網廣告所取得收益的模型。透過用戶的登入習慣、發言內容、發言頻率，加上海量資料的挖掘，以決定對哪些用戶投放廣告。這其中的佼佼者，以开心网、人人网、Facebook、mixi和MySpace為主。

### 向使用者收費的模式
使用此類模式的網站是直接向用戶收取利用網站的服務費，主要的有尋找職缺的美國LinkedIn、台灣的愛情公寓網站。

### 第三方網站誘導模式
1. 餐廳找上facebook協助當地餐廳進行推廣或促銷，為了提高能見度，餐廳會設法透過facebook的服務給消費者一些優惠，或直接付facebook廣告費。
2. 政治人物網站找上facebook協助政客進行網路宣傳戰，為了提高能見度以達勝選之目的，政客們會支付facebook廣告費。
3. 其他。

### 遊戲模式
各國研發遊戲的設計廠商在一些社交网络構築平台，內建購買機制，除了為自己構建收入外，也提供社群網站營利之來源。

## 优势
- 通过服务网站我们与朋友保持了更加直接的联系，建立大交际圈，其提供的寻找用户的工具帮助用户寻到失去了联络的朋友们。
- 网站中通常有很多志趣相同并互相熟悉的用户群组。相对于网络上其他广告而言商家在社交服务网站上针对特定用户群组打广告更有针对性。

## 劣势
- 个人信息安全與隱私保障措施还需要改善。
- 可能遭到政府監控。
- 可能成為犯罪或勒索目標達成目的

## 社交排毒
在網絡年代，網民三不五時查看社交媒体，受別人的大量刺激而引發擔憂或焦慮等不良精神狀況，这种状况也被称为FoMO，即錯失恐懼症。同时，也有人開始反思社交媒体生態，放下手机或不开启手机，推崇JOMO（Joy of Missing Out）即错失的快乐，倖免這虛偽的世界。